# Hockey sur glace aux Jeux olympiques de 1932
Pour des articles plus généraux, voir Jeux olympiques d'hiver de 1932 et Hockey sur glace aux Jeux olympiques.
Navigation
Saint-Moritz 1928 Garmisch-Partenkirchen 1936
Le tournoi de hockey sur glace des Jeux olympiques d'hiver de 1932 a lieu du 4 au 13 février. Les rencontres sont disputées à l'Olympic Stadium et à l'Olympic Arena de Lake Placid, dans l'État de New York aux États-Unis.
En raison de la crise économique mondiale de 1929, seulement quatre équipes s'engagent à prendre part au hockey sur glace : l'Allemagne, le Canada, les États-Unis et la Pologne. Des rencontres hors-compétition entre les sélections olympiques et des équipes amateurs nord-américaines sont organisées afin de compléter le programme. Le tournoi olympique fait également office de sixième championnat du monde de la Ligue internationale de hockey sur glace.
Représenté par le Winnipeg Hockey Club, le Canada remporte sa quatrième médaille d'or consécutive. Les États-Unis prennent l'argent pour la troisième fois en autant de participations, tandis que le bronze revient à l'Allemagne qui gagne sa première médaille olympique dans ce sport. Le canadien Walter Monson termine meilleur marqueur du tournoi avec 11 points.

## Effectifs
Chaque pays peut engager dans la compétition une équipe de dix joueurs dont un gardien de but ainsi que trois joueurs et un gardien de réserve. Au total, quarante-neuf joueurs ont été engagés en hockey sur glace.

### Allemagne
L'Allemagne engage dix joueurs.
- Gardien de but : Walter Leinweber (EV Füssen)
- Défenseurs : Alfred Heinrich (SC Brandebourg), Erich Römer (Berliner SC)
- Attaquants : Rudi Ball (Berliner SC), Erich Herker (Berliner Schlittschuhclub), Gustav Jaenecke (Berliner SC), Werner Korff (Berliner SC), Martin Schröttle (SC Riessersee), Marquardt Slevogt (SC Riessersee), Georg Strobl (SC Riessersee)

Erich Römer est également l'entraîneur de la sélection allemande.

### Canada
Le Canada, représenté par le Winnipeg Hockey Club, engage quatorze joueurs.
- Gardiens de but : William Cockburn, Stanley Wagner
- Défenseurs : Roy Hinkel, Hugh Sutherland
- Attaquants : Clifford Crowley, Albert Duncanson, George Garbutt, Vic Lindquist, Norman Malloy, Walter Monson, Kenneth Moore, Romeo Rivers, Hack Simpson, Alston Wise

L'entraîneur des canadiens est Jack Hughes.

### États-Unis
Les États-Unis engagent quatorze joueurs.
- Gardiens de but : Franklin Farrell (Yale), Edwin Frazier (Darmouth)
- Défenseurs : Osborne Anderson, Joseph Fitzgerald (Boston College), John Garrison (Harvard), Gerard Hallock (Princeton), Robert Livingston (Princeton)
- Attaquants : John Bent (Yale), John Chase (Harvard), John Cookman (Yale), Douglas Everett (Darmouth), Frank Nelson (Yale), Winthrop Palmer (Yale), Gordon Smith (Olympics de Boston)

L'entraîneur des États-Unis est Alfred Winsor.

### Pologne
La Pologne engage onze joueurs.

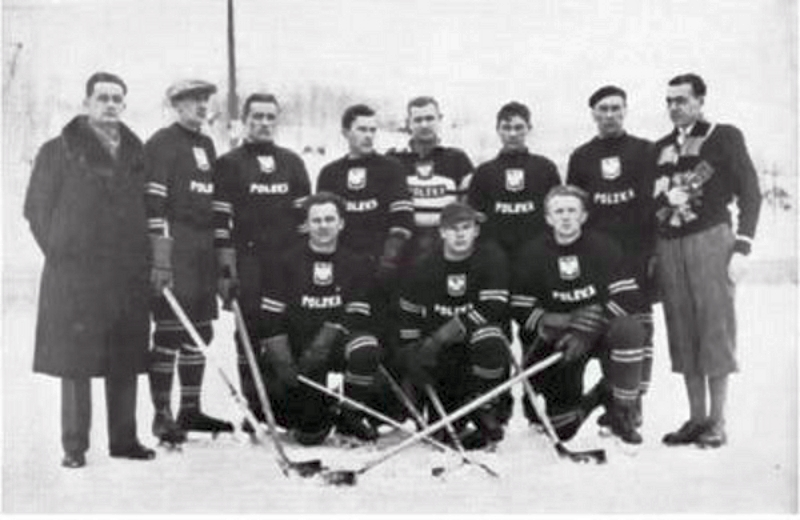
L'équipe de Pologne engagée aux Jeux olympiques d'hiver de 1932.

- Gardiens de but : Józef Stogowski (AZS Poznań), Tadeusz Sachs[Note 1]
- Défenseurs : Alfred Mauer (Pogoń Lwów), Aleksander Kowalski (AZS Warszawska)
- Attaquants : Adam Kowalski (Cracovia), Włodzimierz Krygier (Polonia Warszawa), Witalis Ludwiczak (AZS Poznań), Czesław Marchewczyk (Cracovia), Kazimierz Materski (Legia Varsovie),  Roman Sabiński (Pogoń Lwów), Kazimierz Sokołowski (Lechi Lwów)

## Format de la compétition
Le tournoi est disputé sous la forme d'un championnat à matchs aller-retour. Le classement final détermine le podium.
Chaque rencontre est jouée en trois périodes de quinze minutes chacune. En cas d'égalité à la fin du temps réglementaire, une période de prolongation de dix minutes est joué, un maximum de trois périodes de prolongation pouvant être jouées avant que le résultat soit déclaré nul. Chaque équipe ne peut aligner plus de dix joueurs dont un gardien de but remplaçant lors de chaque partie.
L'attribution des points se fait de la manière suivante :
- 2 points pour une victoire
- 1 point pour un match nul
- 0 point pour une défaite

## Détails des résultats
| 4 février 1932 | Canada | 2-1 (pr) (0-0, 1-0, 0-1, 1-0) | États-Unis | Olympic Stadium |

| Feuille de match | Feuille de match                              | Feuille de match | Feuille de match     | Feuille de match                              |
| ---------------- | --------------------------------------------- | ---------------- | -------------------- | --------------------------------------------- |
|                  | Simpson - 43 min 36 s Lindquist - 52 min 14 s | 0-1 1-1 2-1      | 17 min 5 s - Everett | Arbitrage : Marsh (Canada) Sands (États-Unis) |
| Cockburn         | Gardiens                                      | Farrell          |                      | Arbitrage : Marsh (Canada) Sands (États-Unis) |
| 4 min            | Pénalités                                     | 4 min            |                      | Arbitrage : Marsh (Canada) Sands (États-Unis) |
|                  |                                               |                  |                      | Arbitrage : Marsh (Canada) Sands (États-Unis) |

| 4 février 1932 | Allemagne | 2-1 (0-0, 1-1, 1-0) | Pologne | Olympic Stadium |

| Feuille de match | Feuille de match                               | Feuille de match | Feuille de match           | Feuille de match                              |
| ---------------- | ---------------------------------------------- | ---------------- | -------------------------- | --------------------------------------------- |
|                  | Jaenecke - 15 min 12 s Schröttle - 30 min 22 s | 1-0 1-1 2-1      | 25 min 25 s - Al. Kowalski | Arbitrage : Marsh (Canada) Sands (États-Unis) |
| Leinweber        | Gardiens                                       | Stogowski        |                            | Arbitrage : Marsh (Canada) Sands (États-Unis) |
| 6 min            | Pénalités                                      | 10 min           |                            | Arbitrage : Marsh (Canada) Sands (États-Unis) |
|                  |                                                |                  |                            | Arbitrage : Marsh (Canada) Sands (États-Unis) |

| 5 février 1932 | États-Unis | 4-1 (1-0, 2-0, 1-1) | Pologne | Olympic Stadium |

| Feuille de match | Feuille de match                                                                     | Feuille de match    | Feuille de match           | Feuille de match                              |
| ---------------- | ------------------------------------------------------------------------------------ | ------------------- | -------------------------- | --------------------------------------------- |
|                  | Bent - 2 min 15 s Cookman - 18 min 15 s Cookman - 25 min 16 s Garrison - 44 min 55 s | 1-0 2-0 3-0 3-1 4-1 | 32 min 16 s - Ad. Kowalski | Arbitrage : Marsh (Canada) Sands (États-Unis) |
| Farrell          | Gardiens                                                                             | Stogowski           |                            | Arbitrage : Marsh (Canada) Sands (États-Unis) |
| 2 min            | Pénalités                                                                            | 8 min               |                            | Arbitrage : Marsh (Canada) Sands (États-Unis) |
|                  |                                                                                      |                     |                            | Arbitrage : Marsh (Canada) Sands (États-Unis) |

| 6 février 1932 | Canada | 4-1 (2-0, 2-0, 0-1) | Allemagne | Olympic Stadium |

| Feuille de match | Feuille de match                                                                | Feuille de match    | Feuille de match    | Feuille de match                              |
| ---------------- | ------------------------------------------------------------------------------- | ------------------- | ------------------- | --------------------------------------------- |
|                  | Monson - 2 min 2 s Monson - 14 min 44 s Malloy - 24 min 16 s Wise - 27 min 37 s | 1-0 2-0 3-0 4-0 4-1 | 43 min 58 s - Heker | Arbitrage : Marsh (Canada) Sands (États-Unis) |
| Cockburn         | Gardiens                                                                        | Leinweber           |                     | Arbitrage : Marsh (Canada) Sands (États-Unis) |
| 6 min            | Pénalités                                                                       | 6 min               |                     | Arbitrage : Marsh (Canada) Sands (États-Unis) |
|                  |                                                                                 |                     |                     | Arbitrage : Marsh (Canada) Sands (États-Unis) |

| 7 février 1932 | Canada | 9-0 (2-0, 5-0, 2-0) | Pologne | Olympic Arena |

| Feuille de match | Feuille de match | Feuille de match                    | Feuille de match | Feuille de match                              |
| ---------------- | --- | ----------------------------------- | ---------------- | --------------------------------------------- |
|                  | Rivers - 10 min 45 s Rivers - 12 min 4 s Lindquist - 18 min 15 s Monson - 18 min 38 s Monson - 27 min 48 s Simpson - 28 min 54 s Simpson - 29 min 52 s Malloy - 36 min 42 s Hinkel - 41 min 59 s | 1-0 2-0 3-0 4-0 5-0 6-0 7-0 8-0 9-0 |                  | Arbitrage : Marsh (Canada) Sands (États-Unis) |
| Cockburn         | Gardiens | Stogowski                           |                  | Arbitrage : Marsh (Canada) Sands (États-Unis) |
| 4 min            | Pénalités | 2 min                               |                  | Arbitrage : Marsh (Canada) Sands (États-Unis) |
|                  | |                                     |                  | Arbitrage : Marsh (Canada) Sands (États-Unis) |

| 7 février 1932 | États-Unis | 7-0 (3-0, 2-0, 2-0) | Allemagne | Olympic Arena |

| Feuille de match | Feuille de match | Feuille de match            | Feuille de match | Feuille de match                              |
| ---------------- | --- | --------------------------- | ---------------- | --------------------------------------------- |
|                  | Everett - 0 min 37 s Chase - 0 min 57 s Chase - 2 min 38 s Nelson - 19 min 30 s Palmer - 29 min 58 s Palmer - 43 min 42 s Palmer - 44 min 59 s | 1-0 2-0 3-0 4-0 5-0 6-0 7-0 |                  | Arbitrage : Marsh (Canada) Sands (États-Unis) |
| Farrell Frazier  | Gardiens | Leinweber                   |                  | Arbitrage : Marsh (Canada) Sands (États-Unis) |
| 5 min            | Pénalités | 12 min                      |                  | Arbitrage : Marsh (Canada) Sands (États-Unis) |
|                  | |                             |                  | Arbitrage : Marsh (Canada) Sands (États-Unis) |

| 8 février 1932 | États-Unis | 5-0 (1-0, 1-0, 3-0) | Pologne | Olympic Stadium |

| Feuille de match | Feuille de match                                                                                      | Feuille de match    | Feuille de match | Feuille de match                              |
| ---------------- | --- | ------------------- | ---------------- | --------------------------------------------- |
|                  | Smith - 6 min 42 s Palmer - 25 min 7 s Palmer - 30 min 57 s Chase - 33 min 53 s Anderson - 39 min 1 s | 1-0 2-0 3-0 4-0 5-0 |                  | Arbitrage : Marsh (Canada) Sands (États-Unis) |
| Farrell          | Gardiens                                                                                              | Stogowski           |                  | Arbitrage : Marsh (Canada) Sands (États-Unis) |
| 1 min            | Pénalités                                                                                             | 0 min               |                  | Arbitrage : Marsh (Canada) Sands (États-Unis) |
|                  | |                     |                  | Arbitrage : Marsh (Canada) Sands (États-Unis) |

| 8 février 1932 | Canada | 5-0 (2-0, 1-0, 2-0) | Allemagne | Olympic Arena |

| Feuille de match | Feuille de match                                                                                              | Feuille de match    | Feuille de match | Feuille de match                              |
| ---------------- | --- | ------------------- | ---------------- | --------------------------------------------- |
|                  | Lindquist - 2 min 44 s Monson - 4 min 52 s Garbutt - 17 min 46 s Rivers - 35 min 22 s Duncanson - 38 min 18 s | 1-0 2-0 3-0 4-0 5-0 |                  | Arbitrage : Marsh (Canada) Sands (États-Unis) |
| Cockburn         | Gardiens | Leinweber           |                  | Arbitrage : Marsh (Canada) Sands (États-Unis) |
| 2 min            | Pénalités | 1 min               |                  | Arbitrage : Marsh (Canada) Sands (États-Unis) |
|                  | |                     |                  | Arbitrage : Marsh (Canada) Sands (États-Unis) |

| 9 février 1932 | Canada | 10-0 (5-0, 1-0, 4-0) | Pologne | Olympic Stadium |

| Feuille de match | Feuille de match | Feuille de match                         | Feuille de match | Feuille de match                              |
| ---------------- | --- | ---------------------------------------- | ---------------- | --------------------------------------------- |
|                  | Monson - 1 min 52 s Simpson - 6 min 3 s Rivers - 8 min 40 s Monson - 8 min 48 s Malloy - 14 min 12 s Sutherland - 26 min 11 s Simpson - 34 min 35 s Hinkel - 37 min 51 s Moore - 39 min 35 s Wise - 43 min 0 s | 1-0 2-0 3-0 4-0 5-0 6-0 7-0 8-0 9-0 10-0 |                  | Arbitrage : Marsh (Canada) Sands (États-Unis) |
| Wagner           | Gardiens | Stogowski                                |                  | Arbitrage : Marsh (Canada) Sands (États-Unis) |
| 0 min            | Pénalités | 4 min                                    |                  | Arbitrage : Marsh (Canada) Sands (États-Unis) |
|                  | |                                          |                  | Arbitrage : Marsh (Canada) Sands (États-Unis) |

| 10 février 1932 | États-Unis | 8-0 (2-0, 2-0, 4-0) | Allemagne | Olympic Arena |

| Feuille de match | Feuille de match | Feuille de match                | Feuille de match | Feuille de match                              |
| ---------------- | --- | ------------------------------- | ---------------- | --------------------------------------------- |
|                  | Chase - 7 min 14 s Palmer - 14 min 43 s Everett - 22 min 27 s Garrison - 25 min 13 s Bent - 31 min 33 s Bent - 32 min 22 s Palmer - 36 min 35 s Garrison - 44 min 15 s | 1-0 2-0 3-0 4-0 5-0 6-0 7-0 8-0 |                  | Arbitrage : Marsh (Canada) Sands (États-Unis) |
| Farrell          | Gardiens | Leinweber                       |                  | Arbitrage : Marsh (Canada) Sands (États-Unis) |
| 0 min            | Pénalités | 2 min                           |                  | Arbitrage : Marsh (Canada) Sands (États-Unis) |
|                  | |                                 |                  | Arbitrage : Marsh (Canada) Sands (États-Unis) |

| 13 février 1932 | Allemagne | 4-1 (0-0, 2-1, 2-0) | Pologne | Olympic Arena |

| Feuille de match | Feuille de match                                                             | Feuille de match    | Feuille de match           | Feuille de match                              |
| ---------------- | ---------------------------------------------------------------------------- | ------------------- | -------------------------- | --------------------------------------------- |
|                  | Ball - 20 min 57 s Ball - 28 min 8 s Strobl - 32 min 20 s Ball - 42 min 15 s | 1-0 1-1 2-1 3-1 4-1 | 26 min 40 s - Al. Kowalski | Arbitrage : Marsh (Canada) Sands (États-Unis) |
| Leinweber        | Gardiens                                                                     | Stogowski           |                            | Arbitrage : Marsh (Canada) Sands (États-Unis) |
| 9 min            | Pénalités                                                                    | 6 min               |                            | Arbitrage : Marsh (Canada) Sands (États-Unis) |
|                  |                                                                              |                     |                            | Arbitrage : Marsh (Canada) Sands (États-Unis) |

| 13 février 1932 | États-Unis | 2-2 (3 pr) (1-1, 1-0, 0-1, 0-0, 0-0, 0-0) | Canada | Olympic Arena 4 200 spectateurs |

| Feuille de match | Feuille de match                          | Feuille de match | Feuille de match                          | Feuille de match                              |
| ---------------- | ----------------------------------------- | ---------------- | ----------------------------------------- | --------------------------------------------- |
|                  | Everett - 2 min 17 s Palmer - 28 min 38 s | 1-0 1-1 2-1 2-2  | 9 min 47 s - Simpson 44 min 50 s - Rivers | Arbitrage : Marsh (Canada) Sands (États-Unis) |
| Farrell          | Gardiens                                  | Cockburn         |                                           | Arbitrage : Marsh (Canada) Sands (États-Unis) |
| 7 min            | Pénalités                                 | 9 min            |                                           | Arbitrage : Marsh (Canada) Sands (États-Unis) |
|                  |                                           |                  |                                           | Arbitrage : Marsh (Canada) Sands (États-Unis) |

| Clt   | Équipe     | PJ | V | D | N | BP | BC | Diff | Pts |
| ----- | ---------- | -- | - | - | - | -- | -- | ---- | --- |
| +001, | Canada     | 6  | 5 | 0 | 1 | 32 | 4  | +28  | 11  |
| +002, | États-Unis | 6  | 4 | 1 | 1 | 27 | 5  | +22  | 9   |
| +003, | Allemagne  | 6  | 2 | 4 | 0 | 7  | 26 | -19  | 4   |
| +004, | Pologne    | 6  | 0 | 6 | 0 | 3  | 34 | -31  | 0   |

Le Canadien, Monson Walter, avec sept buts et quatre aides finit meilleur pointeur du tournoi.

## Rencontres hors compétition
En raison du nombre limité d'équipes engagées, le CIO permet au comité d'organistaion des Jeux de programmer des rencontres hors-compétition. Elles opposent les sélections olympiques à deux équipes non-olympiques : l'Université McGill de Montréal et le Lake Placid Athletic Club. Six parties sont dans un premier temps programmées, deux entre l'Université McGill et les sélections nord-américaines et quatre entre le Lake Placid AC et toutes les équipes olympiques. Finalement les parties devant opposer Lake Placid et les nord-américains sont remplacées par une rencontre unique entre l'équipe locale et une sélection commune des deux équipes olympiques.
| 5 février 1932 | Université McGill | 2-0 (2-0, 0-0, 0-0) | Canada | Olympic Stadium |

| Feuille de match | Feuille de match                                        | Feuille de match | Feuille de match | Feuille de match                                 |
| ---------------- | ------------------------------------------------------- | ---------------- | ---------------- | ------------------------------------------------ |
|                  | N. Crutchfield — 5 min 5 s N. Crutchfield — 14 min 50 s | 1-0 2-0          |                  | Arbitrage : Sands (États-Unis) Mace (États-Unis) |
| Powers           | Gardiens                                                | Wagner           |                  | Arbitrage : Sands (États-Unis) Mace (États-Unis) |
| 2 min            | Pénalités                                               | 6 min            |                  | Arbitrage : Sands (États-Unis) Mace (États-Unis) |
|                  |                                                         |                  |                  | Arbitrage : Sands (États-Unis) Mace (États-Unis) |

| 5 février 1932 | Lake Placid AC | 5-0 (1-0, 2-0, 2-0) | Allemagne | Olympic Arena |

| Feuille de match | Feuille de match                                                                                         | Feuille de match    | Feuille de match | Feuille de match               |
| ---------------- | --- | ------------------- | ---------------- | ------------------------------ |
|                  | Verdun — 7 min 27 s Verdun — 23 min 18 s Hulquist — 29 min 40 s Verdun — 42 min 4 s Verdun — 44 min 21 s | 1-0 2-0 3-0 4-0 5-0 |                  | Arbitrage : Sands (États-Unis) |
| Granger          | Gardiens                                                                                                 | McHugh              |                  | Arbitrage : Sands (États-Unis) |
| 4 min            | Pénalités                                                                                                | 12 min              |                  | Arbitrage : Sands (États-Unis) |
|                  | |                     |                  | Arbitrage : Sands (États-Unis) |

| 6 février 1932 | Université McGill | 2-1 (1-0, 1-1, 0-0) | États-Unis | Olympic Arena |

| Feuille de match | Feuille de match                                | Feuille de match | Feuille de match       | Feuille de match               |
| ---------------- | ----------------------------------------------- | ---------------- | ---------------------- | ------------------------------ |
|                  | McGill — 4 min 53 s G. Crutchfield — 17 min 9 s | 1-0 2-0 2-1      | Garrison — 27 min 51 s | Arbitrage : Sands (États-Unis) |
| Powers           | Gardiens                                        | Farrell          |                        | Arbitrage : Sands (États-Unis) |
| 8 min            | Pénalités                                       | 4 min            |                        | Arbitrage : Sands (États-Unis) |
|                  |                                                 |                  |                        | Arbitrage : Sands (États-Unis) |

| 6 février 1932 | Lake Placid AC | 6-2 (0-0, 4-1, 2-1) | Pologne | Olympic Arena |

| Feuille de match | Feuille de match | Feuille de match                | Feuille de match                                  | Feuille de match               |
| ---------------- | --- | ------------------------------- | ------------------------------------------------- | ------------------------------ |
|                  | Berger — 15 min 35 s Berger — 16 min 20 s McGillis — 19 min 55 s Schultz — 24 min 7 s Proulx — 34 min 54 s Verdun — 38 min 20 s | 1-0 2-0 3-0 4-0 4-1 5-1 6-1 6-2 | Sabiński — 24 min 15 s Ad. Kowalski — 41 min 53 s | Arbitrage : Sands (États-Unis) |
| Granger          | Gardiens | McHugh                          |                                                   | Arbitrage : Sands (États-Unis) |
| 6 min            | Pénalités | 10 min                          |                                                   | Arbitrage : Sands (États-Unis) |
|                  | |                                 |                                                   | Arbitrage : Sands (États-Unis) |

| 11 février 1932 | Canada/États-Unis / | 3-2 (pr) (1-1, 1-0, 0-1, 1-0) | Lake Placid AC | Olympic Arena 3 200 spectateurs |

| Feuille de match | Feuille de match                                              | Feuille de match    | Feuille de match                           | Feuille de match                                   |
| ---------------- | ------------------------------------------------------------- | ------------------- | ------------------------------------------ | -------------------------------------------------- |
|                  | Moore — 14 min 2 s Garbutt — 19 min 16 s Monson — 54 min 20 s | 0-1 1-1 2-1 2-2 3-2 | Berger — 3 min 35 s Hulquist — 43 min 27 s | Arbitrage : Bisson (États-Unis) Sands (États-Unis) |
| Cockburn Wagner  | Gardiens                                                      | Granger             |                                            | Arbitrage : Bisson (États-Unis) Sands (États-Unis) |
| 13 min           | Pénalités                                                     | 8 min               |                                            | Arbitrage : Bisson (États-Unis) Sands (États-Unis) |
|                  |                                                               |                     |                                            | Arbitrage : Bisson (États-Unis) Sands (États-Unis) |

## Tableau des médailles
Cette section présente les équipes et athlètes médaillés en hockey sur glace aux Jeux olympiques d'hiver de 1932.
| Épreuves | Or | Argent | Bronze |
| -------- | --- | --- | --- |
| Hommes   | Canada (délégation) - William Cockburn - Clifford Crowley - Albert Duncanson - George Garbutt - Roy Hinkel - Vic Lindquist - Norman Malloy - Walter Monson - Kenneth Moore - Romeo Rivers - Hack Simpson - Hugh Sutherland - Stanley Wagner - Alston Wise | États-Unis (délégation) - Osborne Anderson - John Bent - John Chase - John Cookman - Douglas Everett - Franklin Farrell - Joseph Fitzgerald - Edwin Frazier - John Garrison - Gerald Hallock - Robert Livingston - Francis Nelson - Winthrop Palmer - Gordon Smith | Allemagne (délégation) - Rudi Ball - Alfred Heinrich - Erich Herker - Gustav Jaenecke - Werner Korff - Walter Leinweber - Erich Römer - Martin Schröttle - Marquardt Slevogt - Georg Strobl |